# 目尾站

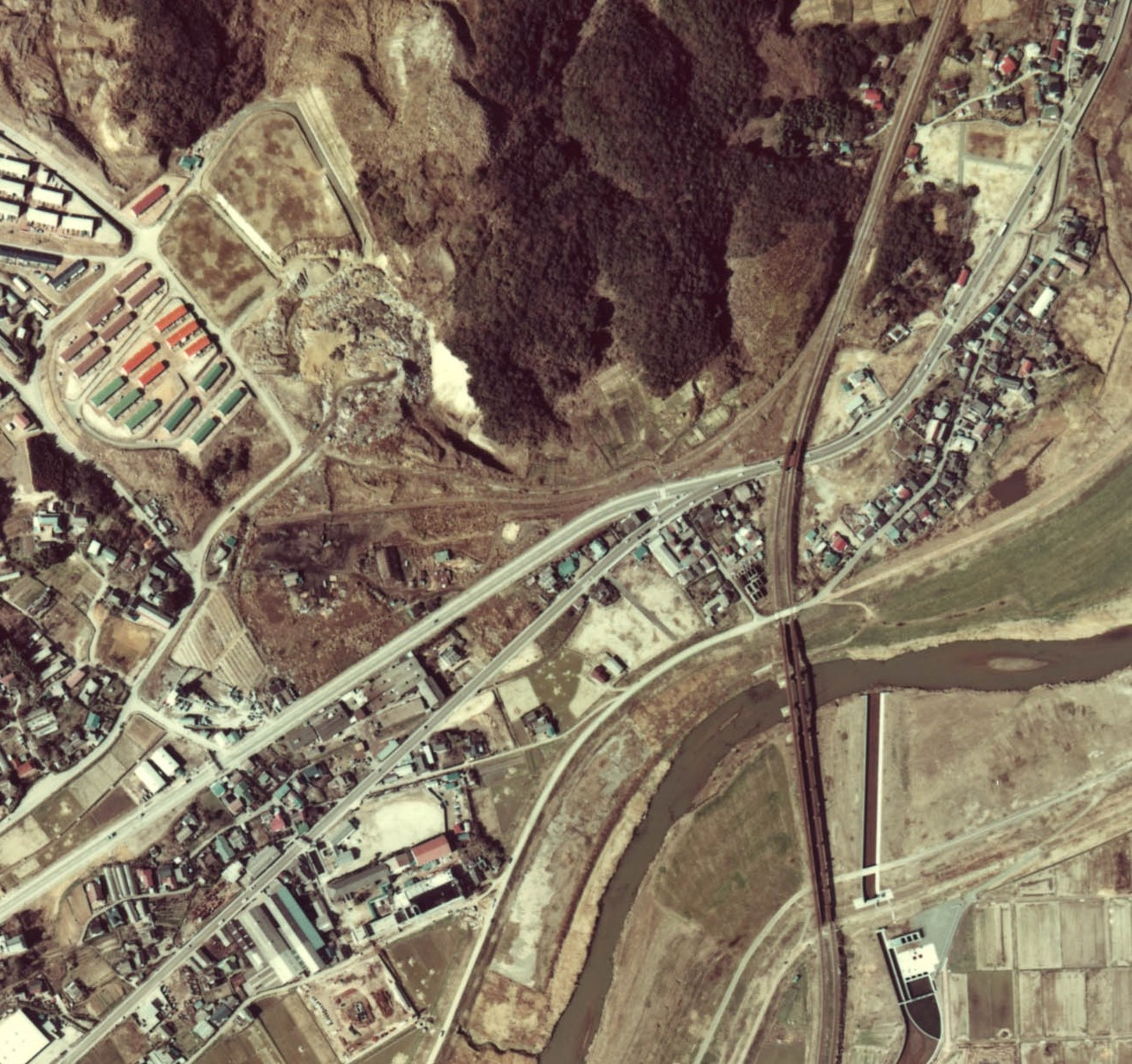
目尾站遺址附近半徑約500米範圍。上方是小竹方向。在離開車站不久向小竹方向，幸袋線會與雙線的筑豐本線並行。站內範圍較大，這是由於有許多運送煤炭的側線。本線部分在當時已經變為道路。截至2013年，車站遺址其他地方還未重新開發。1974年拍攝。

目尾站（日语：／ Shakano eki */?）是位於福岡縣飯塚市大字目尾，日本國有鐵道（國鐵）幸袋線的鐵路車站（廢站）。

## 歷史
- 1903年（明治36年）11月28日：九州鐵道目尾分支點至此站之間的貨物支線(0英里15鏈=0.2米)開業，此貨運車站啟用[1]。
- 1907年（明治40年）7月1日：九州鐵道被國有化（日语：鉄道国有法）[1]。
- 1920年（大正9年）4月11日：此站遷移至本線上，目尾分支點至舊站之間的貨物支線併合至站內範圍。同時開設客運業務（變為一般車站）[1]。
- 1969年（昭和44年）12月8日：幸袋線因被選定為赤字83線而廢線，使此站也被廢除[2]。

## 車站構造
此站是地面車站，設有1面1線的單式月台和運送煤炭用的貨運線。在貨運線內靠近小竹一方會與本線分岔。

## 車站周邊
車站鄰近幸袋線和筑豐本線分岔的地點。也鄰近市道與國道分岔點。
- 7-11飯塚目尾店
- 飯塚市立目尾小學
- 榮長寺
- 國道200號（日语：国道200号）
- 筑豐本線遠賀川橋樑
- 西鐵巴士筑豐（日语：西鉄バス筑豊） 目尾巴士站

## 現狀
車站遺址部分地方變為保育園和道路，也有一些地方變為灌木叢。在廢站後，附近的道路處還遺留了一些轉轍器。在2009年（平成21年），飯塚市教育委員會在車站北邊的煤礦設施進行調査。

## 相鄰車站
日本國有鐵道（國鐵）
幸袋線
小竹－目尾－幸袋

## 注腳
1. 1 2 3 4 5  石野哲 (编). . JTB. 1998: 798. ISBN 978-4-533-02980-6 （日语）.
2. ↑  1969年（昭和44年）12月6日日本国有鉄道公示第376号「運輸営業の廃止の件」

## 相關項目
- 日本鐵路車站列表 Shi